# David Marzán
David Marzán; (Santiago, 1846-1921), fue un militar y político conservador chileno.

## Actividades militares
Ingresó en el ejército en 1865, integrando parte del cuerpo de militares de la Escuela Militar. Durante la Guerra contra España participó en el combate de Calderilla (1866). Hizo campaña posteriormente en la Araucanía.
En la Guerra del Pacífico participó de las batallas de Chorrillos y Miraflores (1881). Llegó a ser comandante del Regimiento de Cazadores (1885) y ascendió a teniente coronel en 1887 y a comandante general de caballería en 1891.

## Actividades políticas
Miembro del Partido Conservador, permaneció fiel al gobierno de José Manuel Balmaceda y combatió en las batallas de Concón y Placilla, durante la guerra civil de 1891. Fue elegido Diputado por Santiago (1891-1894), integrando la comisión permanente de Guerra y Marina. 